# Golf von Mexiko
Der Golf von Mexiko (englisch Gulf of Mexico, spanisch Golfo de México) ist eine nahezu vollständig von Nordamerika eingeschlossene Meeresbucht. Der Golf ist ein Randmeer des Atlantischen Ozeans und der nordwestliche Teil des Amerikanischen Mittelmeers. Die östliche, nördliche und nordwestliche Küste liegt in den Vereinigten Staaten (in den Staaten Florida, Alabama, Mississippi, Louisiana und Texas), die südwestliche und südliche Küste liegt in Mexiko (in den Staaten Tamaulipas, Veracruz, Tabasco, Campeche, Yucatán und Quintana Roo). Im Südosten grenzt der Golf an Kuba.

## Geographie und Hydrographie

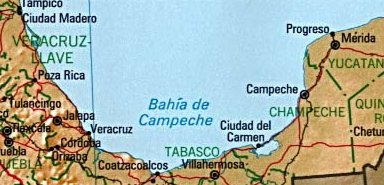
Die Bucht von Campeche

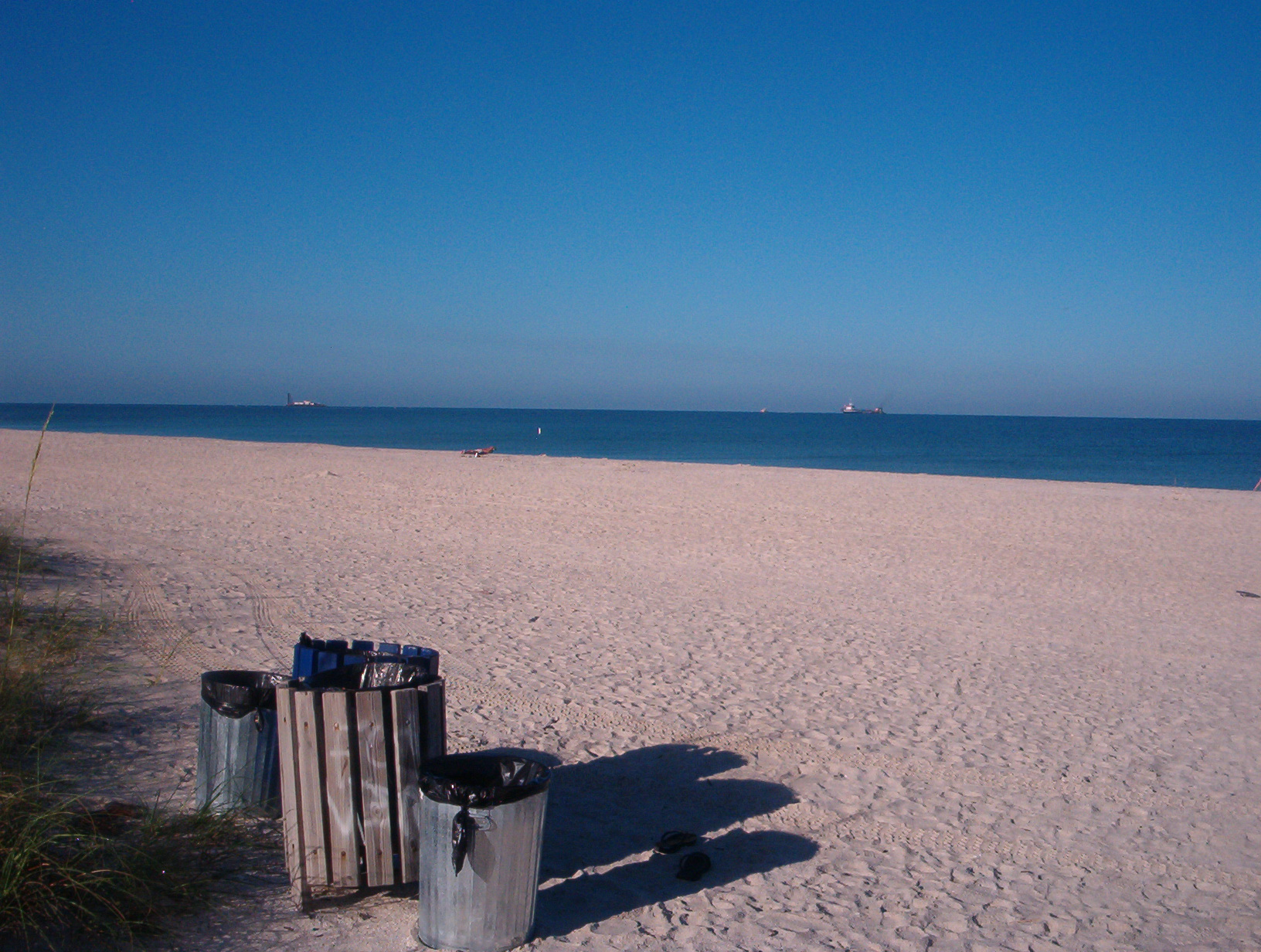
Strand am Golf in Sarasota County, Florida, USA

### Küsten
Die Küstenlinie des Golfs von Mexiko ist von zahlreichen Buchten gesäumt. Ein bedeutender Arm des Golfs ist im Süden die Bucht von Campeche (spanisch Bahía de Campeche) in Mexiko. Einige Flüsse münden in den Golf, der größte ist der Mississippi River.
Das Land an der Küste des Golfs, einschließlich vieler langer, schmaler Barriereinseln, ist nahezu durchgehend flach und durch Feuchtwiesen, Sümpfe und Sandstrände bestimmt. Bedeutende Küstenstädte sind Tampa, Saint Petersburg, Pensacola, Mobile, New Orleans, Beaumont und Houston (alle in den USA), Veracruz (in Mexiko) und Havanna (auf Kuba).

### Gewässer
Der Golf von Mexiko ist über die Yucatánstraße zwischen Mexiko und Kuba mit dem Karibischen Meer verbunden und über die Floridastraße zwischen den USA und Kuba mit dem Atlantischen Ozean.
Eine wichtige Meeresströmung im Golf von Mexiko ist der Loop Current, eine schleifenförmige warme Meeresströmung, die an der Yucatánstraße beginnt. An der Floridastraße geht der Loop Current in den Floridastrom über und gehört damit zu den Ausgangspunkten des Golfstroms.
Die Gesamtoberfläche des Golfs von Mexiko beträgt etwa 1,55 Mio. km², von denen das südliche Drittel in den Tropen liegt. Das Mexikanische Becken im Zentrum erreicht eine Tiefe von 4375 m.
Der Festlandsockel (Schelfbereich) ist an den meisten Punkten entlang der Küste relativ breit.

### Klima
Die Wassertemperatur liegt im Sommer etwa bei 30 °C, im Winter um die 25 °C. Dies begründet sich darin, dass der Golf zu einem größeren Teil in der tropischen Zone liegt.
Der Golf wird regelmäßig durch mächtige Hurrikane heimgesucht, die häufig viele Menschenleben kosten und große Zerstörung verursachen.

## Geschichte
Vor 66 Millionen Jahren schlug im Golf von Mexiko ein Meteorid oder Komet von etwa 10 bis 15 km Durchmesser ein, der den Chicxulub-Krater formte und mit dem Ende der Dinosaurier in Verbindung gebracht wird.

Die Küstengebiete des Golfs wurden zuerst durch Gruppen nordamerikanischer Indigener besiedelt, einschließlich solcher, die verschiedene Zweige der fortgeschrittenen mexikanischen Kulturen repräsentierten. Während der Zeit europäischer Exploration und Kolonialisierung wurde die gesamte Region ein umkämpftes Gebiet zwischen Spaniern, Franzosen und Engländern. Die heutige Kultur der Küstenregion ist vor allem hispanoamerikanisch (Mexiko, Kuba) und angloamerikanisch (USA).

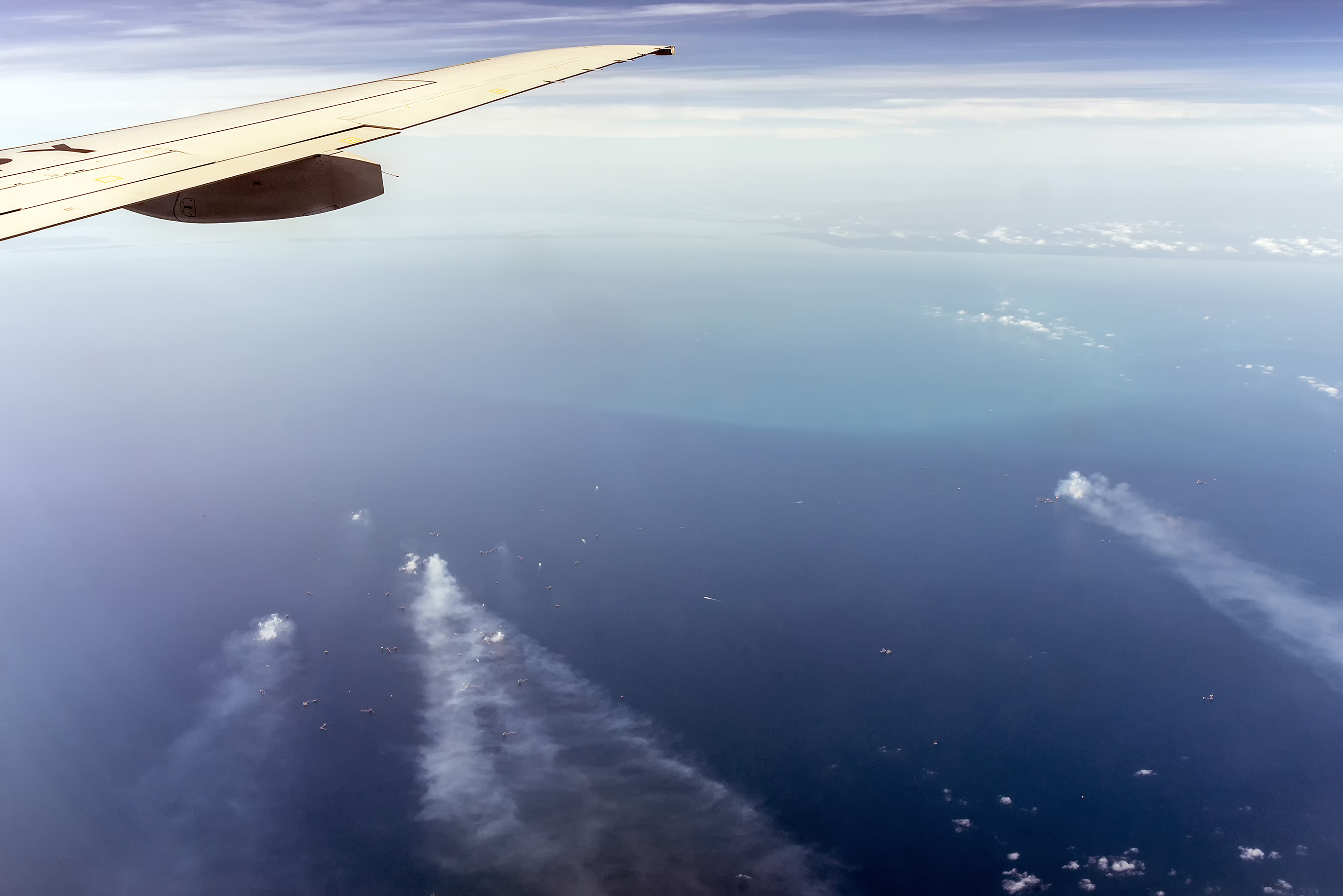
Erdölförderung im Feld Cantarell, im Hintergrund die Küste von Yucatan

## Name

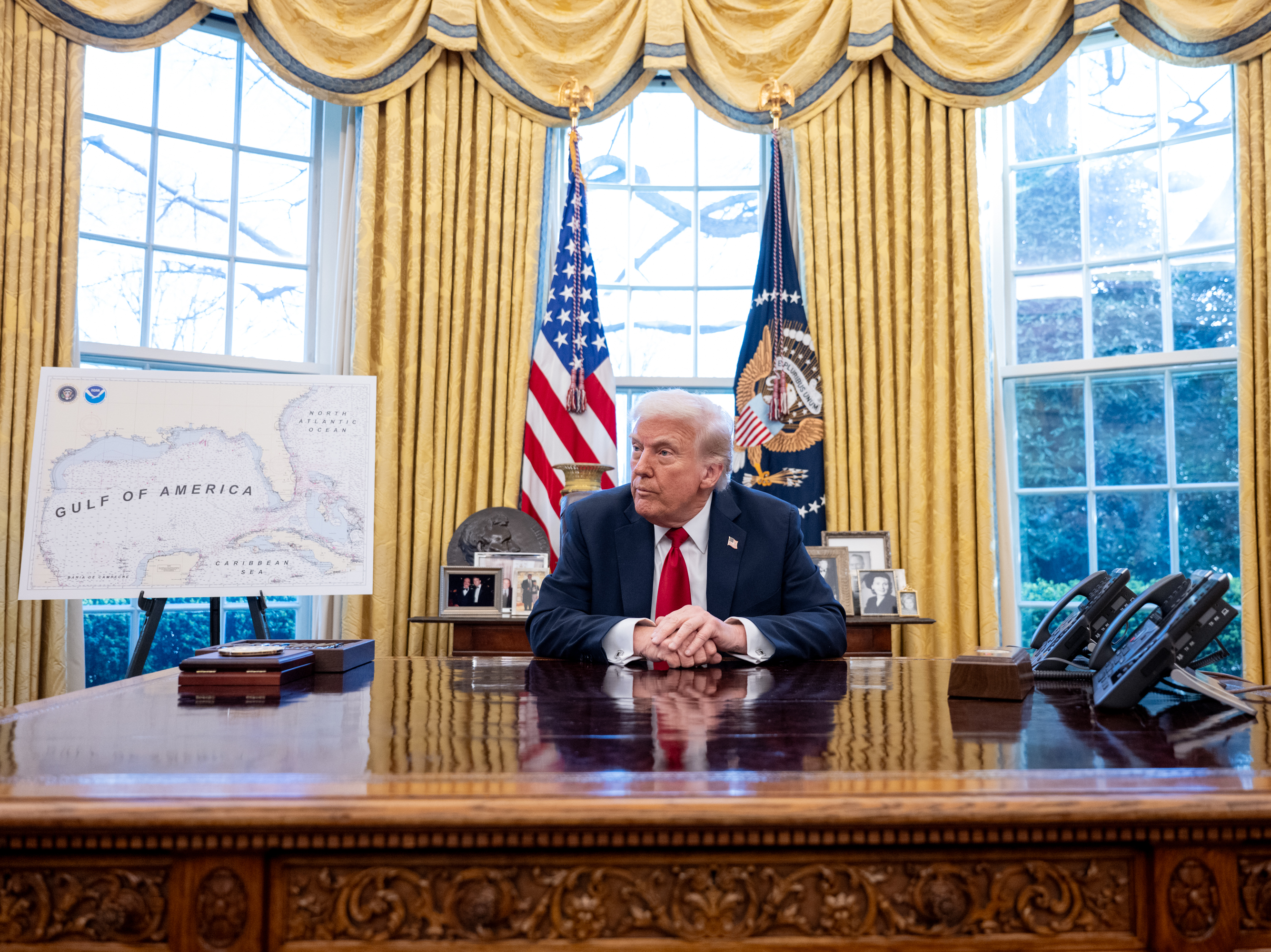
US-Präsident Donald Trump am 26. März 2025 im Weißen Haus mit einer Karte des Gulf of America

Der Golf trug in der Geschichte unterschiedliche Namen, unter anderem wurde er ab dem 16. Jahrhundert als Mare Cathaynum („Cathayisches Meer“), Sinus Magnus Antillarum („Großer Golf der Antillen“), Golfo de Cortés („Golf von Cortes“) und Golfo de Nueva España („Golf von Neu-Spanien“) bezeichnet beziehungsweise kartiert. Auch die Titulierung als American Mediterranean („Amerikanisches Mittelmeer“) und American Sea („Amerikanisches Meer“) sind überliefert. Am durchgängigsten hat sich aber seit 1550 der Name Golfo de Mexico / Gulf of Mexico („Golf von Mexiko“) etabliert.
Der US-amerikanische Präsident Donald Trump ordnete per Dekret am 20. Januar 2025 in den Vereinigten Staaten von Amerika die Umbenennung jenes Teils des Golfs von Mexiko, „der sich auf dem Kontinentalschelf bis zu den Seegrenzen von Mexiko und Kuba erstreckt“, in Gulf of America an. Dieses Dekret hatte Folgen für den offiziellen Sprachgebrauch in den Vereinigten Staaten. Am 11. Februar 2025 folgte Google Maps der Umbenennung, nachdem die offiziellen Karten der Behörden gemäß Executive Order angepasst worden waren. Die Umsetzung auf Google Maps differenziert dabei zwischen Benutzern aus den Vereinigten Staaten, Mexiko und dem Rest der Welt. Während die ersten beiden Benutzergruppen Gulf of America bzw. Golfo de México angezeigt bekommen, sieht die dritte beide (gegebenenfalls übersetzten) geographischen Bezeichnungen. In letzterem Fall erscheint die Bezeichnung Golf von Mexiko zuerst, Golf von Amerika danach in Klammern.
Die Nachrichtenagentur Associated Press (AP), die einen von vielen internationalen Nachrichtenmedien als Vorbild herangezogenen Styleguide für Schreib- und Ausdrucksweisen herausgibt und sich der Auffassung Trumps nicht angeschlossen hatte, wurde von Donald Trump aus diesem Grund von jeglicher Berichterstattung aus dem Weißen Haus und dem Präsidentenflugzeug Air Force One ausgeschlossen.
Lorenz Hurni, Professor für Kartografie an der ETH Zürich, teilte im März 2025 mit, die Bezeichnung „Gulf of America“ hätte sich in den Datenbanken „von Nichtregierungsorganisationen oder freiwilligen Initiativen wie Geonames“ bislang nicht durchgesetzt und werde daher im Schweizer Weltatlas bis auf Weiteres nicht übernommen.
Im Mai 2025 gab die mexikanische Präsidentin Claudia Sheinbaum bekannt, Google wegen der Namensänderung in Google Maps zu verklagen. Sheinbaum forderte Google dazu auf, sich streng an den Wortlaut des Dekrets von US-Präsident Trump zu halten und internationale Gewässer sowie Gewässer im Hoheitsgebiet Mexikos nicht als „Golf von Amerika“ auszuweisen.

## Wirtschaft
Die Ölvorkommen der Untiefen werden durch Bohrinseln ausgebeutet, die vor allem im westlichen Golf stehen. Eine weitere bedeutende kommerzielle Nutzung liegt im Fischfang; der Fang besteht hauptsächlich aus Fischen, Garnelen und Krabben. Seit mehreren Jahren gehen die Erträge im Fischfang zurück. Gründe sind die Überfischung und die Korallenbleiche. In vielen Buchten und Meerengen werden im großen Stil Austern geerntet.
Andere wichtige Industrien entlang der Küste sind der Seetransport, petrochemische Verarbeitung und Lagerung, Papierherstellung und Tourismus.

## Ökologie

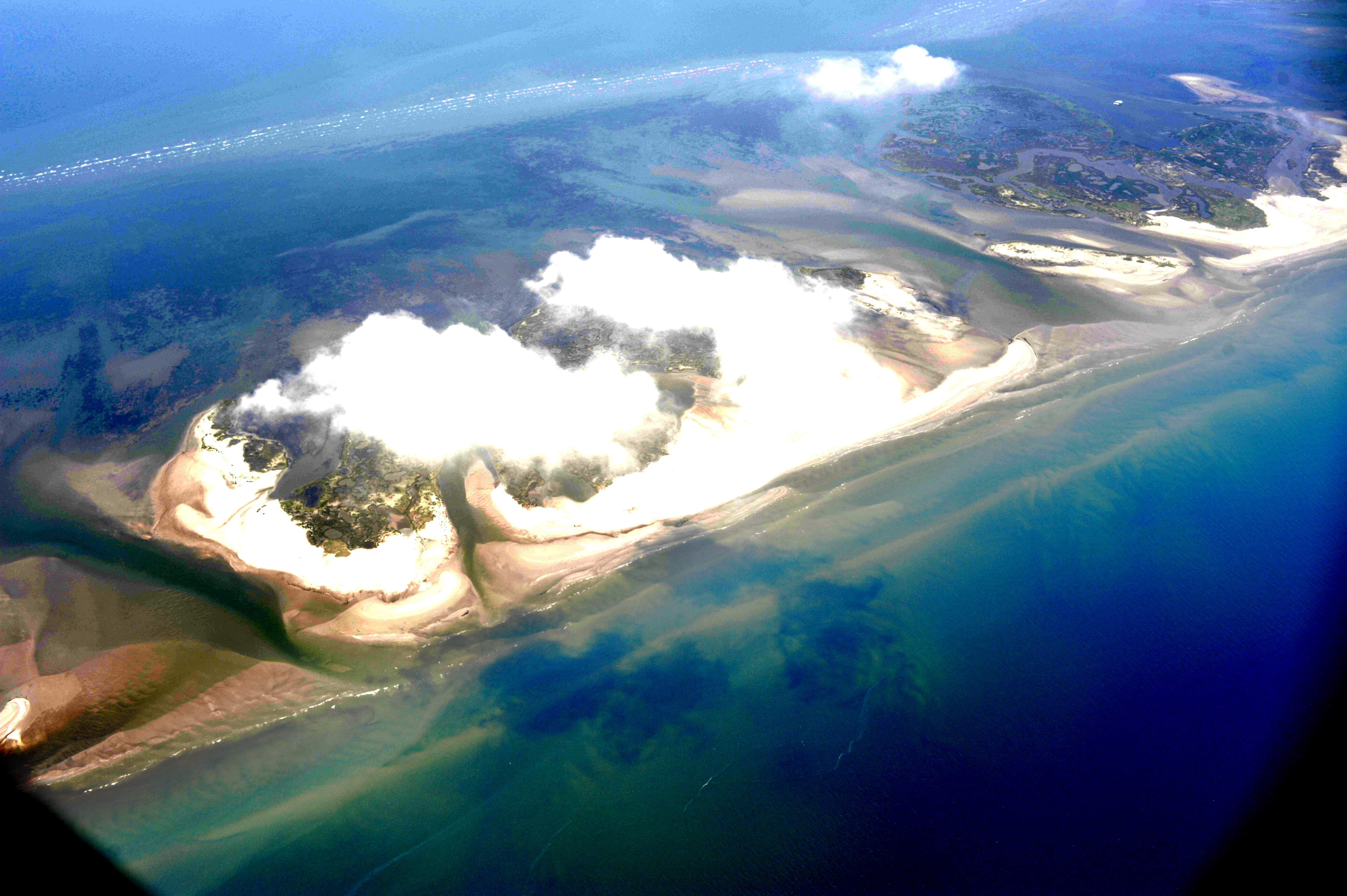
Chandeleur Islands, Ölverschmutzung von Oberflächen- und Tiefenwasser am 3. Juni 2010

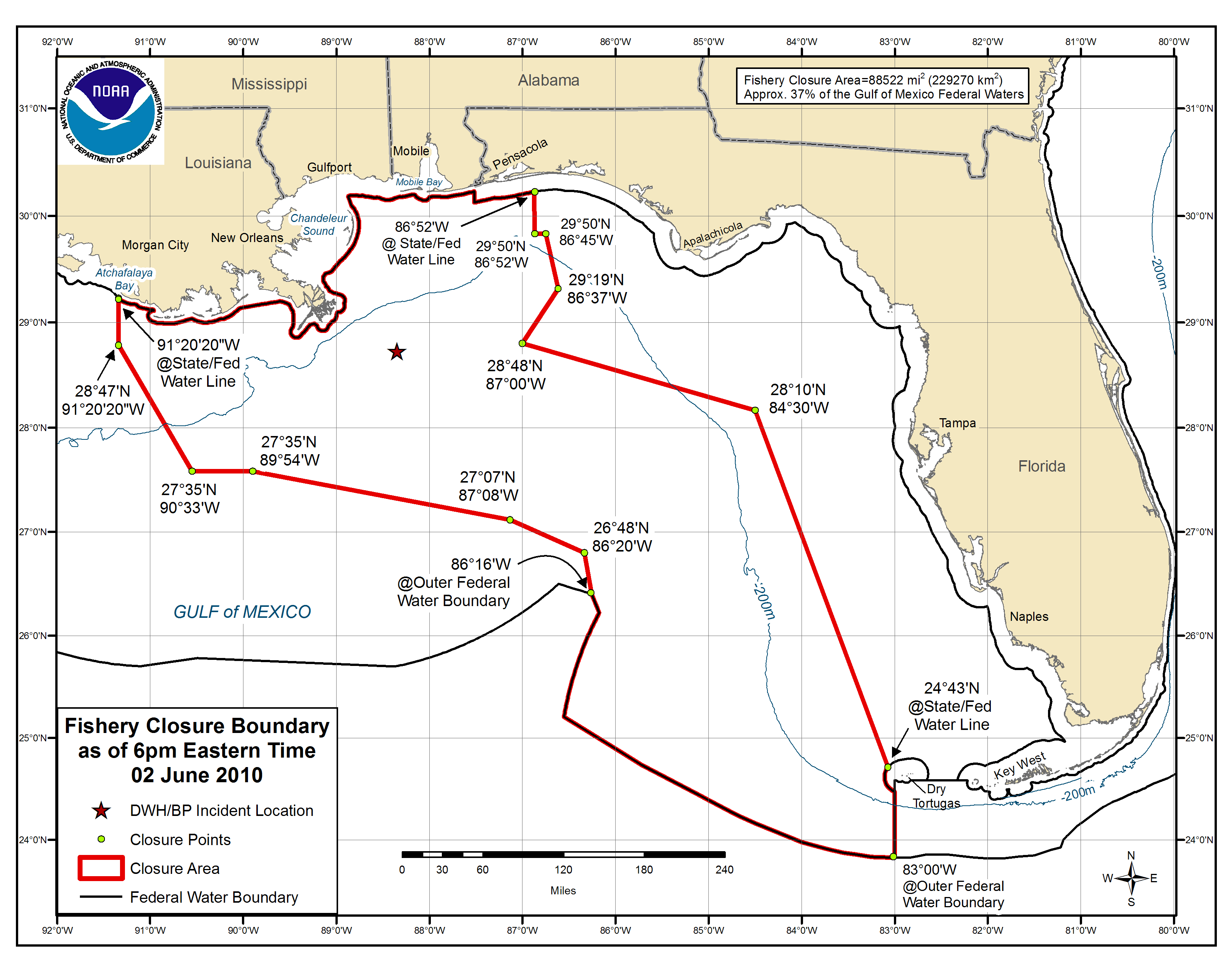
Fischfangverbotszone vom 2. Juni 2010

### Tierschutzgebiete
Am Golf von Mexiko liegen vor allem im Bereich der Mississippi-Mündung und an der Küste von Florida zahlreiche Tierschutzreservate und Legeplätze für Seeschildkröten.

### Ölkatastrophen
Im Juni 1979 wurde die Bohrplattform Sedco 135F durch den Überdruck des unterseeischen Ölreservoirs zerstört. Das Öl schoss aus dem nun offenen Bohrloch, das erst im März 1980 vollständig versiegelt werden konnte.
Am 20. April 2010 explodierte vor der Küste des US-Bundesstaates Louisiana die Plattform Deepwater Horizon, wodurch eine großflächige Ölpest ausgelöst wurde. Ab dem 2. Juni 2010 wurde im Bereich der Tierschutzgebiete im Bereich der Mississippi-Mündung und der Küste von Florida ein Fischfangverbot verhängt.

### Hypoxie an der Mississippi-Mündung

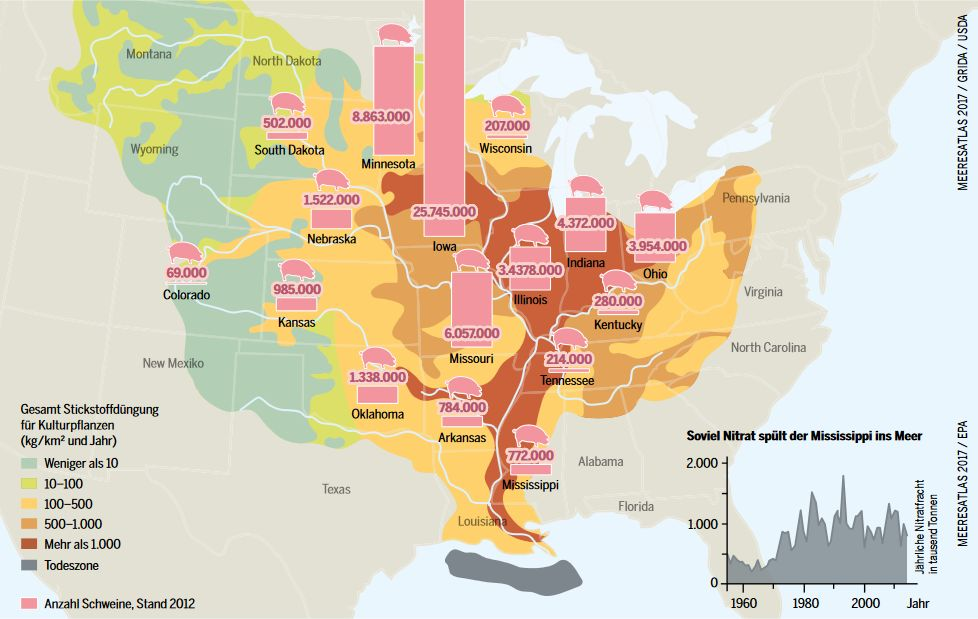
Der massive Einsatz von Kunstdünger und Schweinegülle im Einzugsgebiet des viertlängsten Flusssystems der Erde, des Mississippi-Missouri, lässt durch die eingeführten Nitrate und Phosphate das Meer im Golf von Mexiko umkippen. Quelle: Meeresatlas 2017

Im Corn Belt, dem Hauptanbaugebiet für Soja und Mais im Mittleren Westen der USA, werden in der Landwirtschaft gewaltige Mengen von Kunstdünger und Schweinegülle eingesetzt, konzentriert sich doch in diesem Gebiet auch die Schweineproduktion der USA. Die Abfallprodukte wie Nitrate und Phosphate, gelangen in das viertlängste Flusssystem der Welt, den Mississippi-Missouri, der südlich von New Orleans in den Golf von Mexiko mündet. Dort lassen diese Abwässer das Meer umkippen, denn es bilden sich riesige sauerstofffreie Gebiete, in denen kein Leben möglich ist.

### Asphaltvulkanismus am Meeresgrund
im Jahr 2003 wurden bei der Suche nach Methanhydrat nördlich der Bucht von Campeche auf dem Meeresgrund in 3000 m Tiefe untermeerische Salzdome von bis zu 800 m Höhe entdeckt. Asphalt quillt aus den zentralen Schloten dieser Erhebungen, die aus Salz bestehen, das durch die Kräfte der Salztektonik aus den tiefen Schichten nach oben dringt, rinnt wie Lava die Hänge herab und bedeckt großflächig den umgebenden Meeresboden. Aufgrund dieser Ähnlichkeit mit vulkanischer Tätigkeit wurden diese Campeche Knolls genannten Hügel von ihren Entdeckern als Asphaltvulkane bezeichnet. Etwas Vergleichbares ist bisher noch von keiner anderen Stelle der Welt bekannt geworden, zudem wird mehrheitlich angenommen, dass die dazu notwendigen geologischen Voraussetzungen nur in dieser Bucht gegeben sind.
Bemerkenswert und bisher ebenfalls einzigartig ist auch das Ökosystem, das sich um die Asphaltquellen entwickelt hat. Vergleichbar mit der Lebewelt der Schwarze Raucher genannten hydrothermalen Quellen an den Mittelozeanischen Rücken hat sich hier eine Gemeinschaft hochspezialisierter Organismen etabliert, die ihren Energiebedarf ebenfalls chemosynthetisch aus den freigesetzten chemischen Verbindungen deckt. Es ist jedoch noch ungeklärt, um welche Stoffe es sich dabei genau handelt, denn die von den Hydrothermalquellen freigesetzten Verbindungen, die dort die Lebensgrundlage bilden, sind in Asphalt nicht enthalten.